# Jugoslavien i olympiska sommarspelen 1960
Jugoslavien deltog med 116 deltagare vid de olympiska sommarspelen 1960 i Rom. Totalt vann de en guldmedalj och en silvermedalj.

## Medaljer

### Guld
- Andrija Anković, Vladimir Durković, Milan Galić, Fahrudin Jusufi, Tomislav Knez, Bora Kostić, Aleksandar Kozlina, Dušan Maravić, Željko Matuš, Željko Perušić, Novak Roganović, Velimir Sombolac, Milutin Šoškić, Silvester Takač, Blagoje Vidinić och Ante Žanetić - Fotboll.

### Silver
- Branislav Martinovic - Brottning, lättvikt.